# Hans Brink
Hans Brink (Eindhoven, 19 januari 1942) is een Nederlands voormalig voetballer die doorgaans als middenvelder speelde.
Brink was van 1959 tot en met 1963 speler bij PSV maar speelde vooral in het tweede team. In 1963 ging hij naar het Belgische Patro Eisden Maasmechelen. Van 1964 tot 1966 speelde hij voor Eindhoven en in het seizoen 1966/67 voor Helmondia '55.
Brink debuteerde op jonge leeftijd in het eerste elftal van PSV. Met 17 jaar 2 maanden 24 dagen staat hij anno 2025 op de 10e plek van jongste debutanten. Begin 2025 ging Brink nog één keer op bezoek bij zijn oude club PSV. Op een foto is te zien hoe Brink zijn naam aanwijst op de wall of fame in het PSV museum in het Philips Stadion in Eindhoven.